# Relações entre Angola e Portugal
As relações entre Angola e Portugal, são as relações diplomáticas estabelecidas entre a República de Angola e a República Portuguesa.
Desde que o governo angolano abandonou o comunismo e nominalmente implantou a democracia em 1991, abrangeu uma política estrangeira com os Estados Unidos e em grau menor com a Europa. Portugal governou Angola por mais de 400 anos, colonizando o território entre 1483, até a independência em 1975. A Guerra de Independência de Angola não terminou em uma vitória militar para ambos os lados, mas foi suspensa como resultado da Revolução dos Cravos, que substituiu o  Regime de Marcello com a Junta de Salvação Nacional.
O Governo Português reconheceu a autoridade do MPLA, sob o comando do Presidente de Angola Agostinho Neto, em 22 de dezembro de 1976 e estabeleceram relações diplomáticas em 10 de março. O MPLA rompeu relações com Portugal, em 19 de maio, mas restabeleceu contato oficial em 3 de setembro, após uma reunião entre os ministros dos Negócios Estrangeiros em Cabo Verde.
A UNITA divulgou um comunicado de Paris em 13 de novembro de 1978, detalhando um ataque anti-UNITA por 20.000 tropas de Portugal, Cuba, Catanga, Alemanha Oriental, e o MPLA.